# 日本ソーダ工業会
日本ソーダ工業会（にっぽんソーダこうぎょうかい、英: Japan Soda Industry Association ）は、日本におけるソーダ工業を行う化学メーカーにより組織された業界団体。略称はJSIA。

## 概要
- 事務所所在地 - 〒104-0033 東京都中央区新川1-4-1
- 会長 - 島村 琢哉  (AGC株式会社 取締役 兼 会長)
- 副会長 - 高山 昭二 (東亞合成株式会社 執行役員)
- 事業内容 - ソーダ事業に関する調査研究や広報活動、政府等への具申などを行う。

### 会員
50音順。括弧内は、特に記載のない箇所は電解事業を行う工場所在地。
- 旭化成（宮崎県延岡市）
- 石原産業（三重県四日市市）
- AGC（千葉県市原市、茨城県神栖市）
- 大阪ソーダ（兵庫県尼崎市、愛媛県松山市、福岡県北九州市小倉北区）
- カネカ（兵庫県高砂市）
- 関東電化工業（岡山県倉敷市水島）
- クレハ（福島県いわき市）
- 昭和化学工業（沖縄県うるま市）
- 昭和電工（神奈川県川崎市川崎区）
- 信越化学工業（新潟県上越市）
- 住友化学（愛媛県新居浜市）
- セントラル硝子（山口県宇部市の宇部工場で炭酸ナトリウムの製造を行う。）
- デンカ（新潟県糸魚川市）
- 東亞合成（愛知県名古屋市港区）
- 東ソー（山口県周南市、三重県四日市市）
- トクヤマ（山口県周南市の徳山製造所で、電解事業及び炭酸ナトリウムの製造を行う。）
- 南海化学（和歌山県和歌山市）
- 日本軽金属（静岡県静岡市清水区蒲原）
- 日本曹達（富山県高岡市）
- 北海道曹達（北海道苫小牧市）

## 沿革
日本での本格的なソーダ工業は1881年（明治14年）に大蔵省造幣寮と印刷寮により官営事業として始まり、1895年に民間に払い下げられた。その23年後の1918年（大正7年）、日本ソーダ工業会の前身となる「曹達晒粉同業会」が設立された。1920年6月、曹達晒粉同業会所属の会員が晒粉聯合会を設立。1937年（昭和12年）2月、電解法メーカーとアンモニア法ソーダメーカーにより「曹達懇話会」設立。同年12月、晒粉聯合会を改め「塩素聯合会」設立。 1938年5月、「日本アンモニアンモニア法曹達工業組合」設立。同年6月には「日本電解曹達工業組合」が設立され、塩素聯合会を吸収した。
1942年10月、重要産業団体令により、日本アンモニアンモニア法曹達工業組合と日本電解曹達工業組合の事業を吸収して「化学工業統制会第二部会ソーダ部」が組織される。1946年7月、化学統制会ソーダ部会の事業を継承して「曹達工業会」設立。1947年1月、曹達工業会を発展改組し、業界の共同研究および調査を目的とする連絡機関として、「ソーダ工業調査会」設立。1948年5月、同年の事業者団体法および前年の独占禁止法施行に合わせ、ソーダ工業調査会を解散し、「日本ソーダ工業会」を設立し、現在に至る。